# Gynoplistia (Gynoplistia) weiri
Gynoplistia (Gynoplistia) weiri is een tweevleugelige uit de familie steltmuggen (Limoniidae). De soort komt voor in het Australaziatisch gebied.